# John Mitchell (rugby à XV)
Pour les articles homonymes, voir John Mitchell et Mitchell.

a Compétitions nationales et continentales officielles uniquement.

Dernière mise à jour le 2 juillet 2022.
John Eric Paul Mitchell, né le 23 mars 1964 à Hawera, est un joueur de rugby à XV néo-zélandais devenu entraîneur. Il évolue essentiellement au poste de troisième ligne centre même s'il lui arrive également de jouer comme deuxième ligne ou troisième ligne aile.

## Biographie
De 1985 à 1995, il joue avec la province de joueur de Waikato dont il est également le capitaine à plusieurs reprises. Il connaît 134 sélections avec la province et marque 67 essais, occupant les postes de flanker, deuxième ligne et plus fréquemment de troisième ligne centre. Il joue également en France et en Irlande pendant l'inter-saison dans son pays. Il joue également avec l'équipe de Nouvelle-Zélande, disputant six matchs lors de la Tournée en Angleterre en novembre 1993 mais ne joue aucun test match.
Entraîneur des Chiefs dans le Super 12 en 2001, il est nommé à la tête des Nouvelle-Zélande en octobre de la même année. Il occupe ce rôle jusqu'en 2003 où l'échec lors de la coupe du monde 2003 en Australie lui coûte sa place. Il entraîne ensuite l'équipe de Waikato dans le championnat NPC avant d'être nommé entraîneur des Western Force pour disputer le Super 14 en 2006. Il reste avec la franchise australienne jusqu'en 2010 lorsqu'il rejoint les Lions en Afrique du Sud.
En novembre 2023, il est nommé sélectionneur de l'équipe d'Angleterre féminine.

## Palmarès
- Vainqueur du Tournoi des Six nations féminin en 2024 et 2025
- Vainqueur du WXV en 2024
- Vainqueur du Tri-nations en 2002 et 2003
- Bledisloe Cup en 2003
- Trophée Dave Gallaher en 2002 et 2003

### Bilan avec les All Blacks
| Année | Compétition | Poste         | Classement IRB à la fin de l'année | Classement               | Coupe du monde |
| ----- | ----------- | ------------- | ---------------------------------- | ------------------------ | -------------- |
| 2002  | Tri-nations | Sélectionneur | -                                  | Vainqueur                | -              |
| 2003  | Tri-nations | Sélectionneur | 2e                                 | Vainqueur (Grand Chelem) | -              |